# 住友不動産新宿グランドタワー
住友不動産新宿グランドタワー（すみともふどうさんしんじゅくグランドタワー）は、東京都新宿区西新宿にある再開発組合施行の再開発によって建てられたビルである。総面積約19,636m2の敷地には、この40階建て高さ195.2ｍの高層ビルの他に、1階建てのホールベルサール新宿グランド イベントホール、10階建ての地権者住宅新宿グランドプラザ、2階建ての店舗棟新宿グランドウィング（グランドタワーからやや離れている）がある。敷地は南側の青梅街道（東京都道5号新宿青梅線）と、北側の税務署通り（東京都道302号新宿両国線の支線）にはさまれている。

## 概要
5-40階の東側にオフィステナントが入る。オフィス部分は「制震、800坪超整形無柱空間」を売り物にしている。「800坪超整形無柱空間」とは、1フロアー分の東西約25m、南北約102m、800坪を超すオフィス空間に柱がまったくないことを指す。エントランスは東西約17m、南北約85m、広さ約1,500m2、天井高4階分13mの吹抜けになっている。30階は東側外観に特徴があって、エレベーターの乗換えフロアーを兼ねたスカイロビーがある。この乗換えは、75人乗り大型エレベーターが1階と30階をノンストップで往復するので、31階以上はここで乗り換え、22～29階もここで乗り換えて下る仕組みになっている。停電防止のために2回線で電気を受け入れ、災害などで完全に停電した場合でも2か所のオイルタンクを使い72時間は自家発電ができる。
建物の西側部分には、エレベーターなどの他にマンション138戸（権利者住戸20戸を含み、118戸が賃貸用）がある。マンション部分はグランドタワー内にあり、名称は「ラ・トゥール新宿グランド」である。オフィス部分とマンション部分が同フロア内にある珍しい構造を採用しており、ラ・トゥール新宿グランドの各部屋はオフィス同様の天井高となっている。西側地下１階の外側に面した部分に専用フロントがある。住居表示は「東京都新宿区西新宿8-17-2」で、同一ビル内ではあるがオフィス部分と異なる。西新宿では2010年（平成22年）3月、新宿中央公園北側の6丁目再開発により大型ビル「セントラルパークタワー・ラ・トゥール新宿」が先行して竣工しており、同じく住友不動産が運営するこちらの賃貸住宅には『ラ・トゥール新宿』との愛称がつけられている。
西側には区道をはさんで新宿フロントタワーが、西南側には青梅街道をはさんで西新宿三井ビルディングが、東南側には青梅街道をはさんで新宿オークシティが、東方には成子天神社がある。青梅街道をはさんだ南側では、大和ハウス工業が再開発を進行中である。
- 供用開始：2011年（平成23年）12月1日

### 新宿グランドタワーの写真画像
- 北東側からの新宿グランドタワー。右に接して建つフロントタワー。赤信号に重なる2階建はグランドウィング。その奥の中層建物がグランドプラザ。12年3月12日撮影
- 都庁北展望室からのグランドタワー周辺。グランドタワー左側部分を隠すのは新宿オークシティの2ビル、曲面のあるビルはヒルトン東京、手前白ビルは東京医科大学病院
- グランドタワーロビーへの入り口（利用者の多い主要な入口は青梅街道沿いだが、地下1階に相当する北出入り口と西出入り口があり、それぞれエスカレーターがある）
- 北西端の交差点歩道の上から望むグランドプラザとイベントホール。左側の樹木に隠された黒い建物がグランドプラザ、右側の低層建物がイベントホール
- 正面が北出入り口で、ロビーからエスカレーターで降りたところにある。グランドタワー北側には、何もない広場がある
- 北出入り口前から北側を望んだところ。林立するマンションの手前に税務署通りがある

## 入居企業
- TISインテックグループ（14-26F）
  - TIS（14-22F）
  - ソランピュア（14F）
  - AJS（16F）
  - クオリカ（23F）
  - TISビジネスコンサルタンツ（24F）
  - アイ・ユー・ケイ（24F）
  - 中央システム（24F）
  - ネオアクシス（25F）
- セプテーニ・ホールディングス（27-28F,30F）
  - セプテーニ、トライコーン、ハイスコア、Vasara、GRPほか
- ユーシービージャパン
- フコクしんらい生命保険
- ヒルトン・グランド・バケーションズ
- 大気社（29-30F）
- ミツエーリンクス（33F）
- LIXIL
- ワコム
- 大成ロテック（12F）
- サントリービバレッジソリューション（11F）
- RIZAPグループ（36F）
  - 健康コーポレーション

### 軽食・休憩スポット
1階ホールと30階ホールに、「Segafredo ZANETTI」がある。アルコールを含む飲料、軽食を提供している。

## スポット・敷地内建物

### 庭園など
- グランドタワーとホール棟の北側であり、グランドプラザの西側にあたる場所には4,000m2の広い庭が作られている。この庭は災害時には一時避難拠点として活用されることになっており、地下には震災用の備蓄が大量に置かれ、地下貯蔵の水を庭まで汲み上げることができる。この庭には全域にわたって地下空間があり、これら備蓄倉庫の他は駐車設備になっている。
- 東北側（店舗棟の東側）には、成子天神社の森に続くものとして造られた林地と幅広い階段を含む参道がある。直近の郵便局（西新宿8丁目郵便局）は、この林地の東側区道に面している。林地と東側区道の間は直立した人工崖になっており、その下にはバリアフリーの通路がある。
- 歩行者用の通り抜け道路が、居住棟の西側に作られている。再開発前には、この部分に道路があり、北新宿地区から青梅街道に出る歩行者が多かったことから、ほぼ同じ位置に造られた。ただし、再開発前は税務署通りの道幅が狭くてここを横断してくる人が多かったが、道路拡幅で渡れなくなった。北新宿地区から「五差路交差点」を渡って青梅街道に出る歩行者は、「この通り抜け道路を通る」「グランドタワー西側の区道を通る」「グランドタワーを通り抜ける」のいずれかになる。
- 「有隣園記念の碑」が、天神への参道の脇に立てられた。「有隣園」は現在あまり知られていないが、日本におけるセツルメント運動の草分け施設といえるもので、1911年に大森兵蔵・安仁子夫妻が創設し、松田竹千代・澄子夫妻がこれを支えたが、1945年5月の空襲で建物を失ったという。
- アーケード式通路がエントランスロビーの東側に造られている。構造的には柱よりも内側で建物内に取り込めるスペースを、あえて建物外にして屋根付き通路にしたものである。同時期に西側に建築された新宿フロントタワーでも、同様な通路がエントランスロビーの北側に造られているが、この建築様式は西新宿地区ではまだ少ない。ここのアーケード式通路は、イベントホールへの通路としての性格が濃い。
- ホール棟と居住棟の屋上には芝生が植えられ緑化されている。グランドタワーの屋上には太陽光発電設備が設置されている。

### ベルサール新宿グランド イベントホール
新宿グランドタワーの東北側で、グランドタワーとつながっている。南北約47m東西約32mの大型イベントホールで、内部は2分割できる。講義形式で1,116席、シアター形式で1404席、立食パーティーで890人が入れる。天井の高さは6m。ホール部分は１階建て、サービス部分は2階建てで、一部に地階がある。住友不動産が、新宿グランドタワー5階に作った貸会議室13室（64～426m2）「ベルサール新宿グランド コンファレンスセンター」とあわせて「ベルサール新宿グランド」として運用している。
6丁目の新宿中央公園北側には9月まで「ベルサール新宿」と称していた「ベルサール新宿セントラルパーク」があり、4丁目の新宿中央公園西側には「ベルサール西新宿」がある。このため名称が類似しておりまぎらわしい。
地下1階には店舗があるが、西側の広く明るい庭に面している。このため、北側の店舗ほど地階とは意識させない開放感がある。グランドタワーのエントランスロビー北端のエスカレーターを降りるとすぐにこれらの店舗があるので、オフィスからのアクセスはよい（下記のうちリーベンハウスは厳密にはグランドタワー地下1階に位置するが、便宜上ここに分類する）。
イベントホールは、大災害時には帰宅困難者にも開放し、広場と一体となった地域防災拠点として活用することになっている。
- 竣工: 2011年（平成23年）10月1日
- 供用開始：2011年（平成23年）12月1日
- ホールの広さ：1474m2
- 高さ：15m
- 所在地表示：東京都新宿区西新宿8-17-3
- 店舗テナント= サンマルクカフェ、サブウェイ、香港料理「チャイナドール」、イタリアレストラン「ワイン食堂 Vivo」、コンビニエンスストア「リーベンハウス」、蕎麦店「一粒（いちりゅう）」。

### 新宿グランドプラザ
再開発のために土地（家屋）を提供した地権者が入居するための代替住居として造られたマンションである。ベルサール新宿グランド・イベントホールの東北側にあり、ホール棟とつながっている。東西幅が1戸分の奥行きで、南北に長い造り。辺りは神田川に向かってゆるやかに西向きの傾斜をもつ（この傾斜は、青梅街道では成子坂になる）。このため、東側からのエントランスは2階で、税務署通りに面する北側からのエントランスが1階である。また1階には店舗があるが、西側はエントランスから階段を下った左側であり、そこは約4,000m2の広い西側の庭に面している。
- 地上10階、地下2階、高さ約37ｍ、鉄筋コンクリート造り
- 竣工：2011年（平成23年）6月
- 延床面積：9100m2
- 入居開始：2011年6月下旬
- 所在地表示：東京都新宿区西新宿8-16-1
- 室数：約100室
- 店舗テナント：2スペース（南スペース＝セブンイレブン新宿グランドプラザ店、北スペース＝S&Aデンタルクリニック＝2014年4月2日開業）

### 新宿グランドウィング
新宿グランドプラザの東北側にあり、建物はグランドプラザとつながっている。最もグランドプラザに近い部分に淨音寺が入っている。北側は税務署通りに面しており、そこから見ると2階建て（淨音寺西端部分のみ3階建て）で、建物左手には成子天神社に通じる参道を含む広い庭がある。南側には幅員6mの区道があり、そこからは1階建てに見えて床は道路と同じ高さであるが、実際には2階部分である。
- 地上2階（一部3階）、高さ：13m
- 竣工：2011年（平成23年）10月1日
- 延床面積：1300m2
- 入居者：淨音寺（西端、2- 3階を使用）、地域消防団倉庫（2階、淨音寺の東隣）、リフォーム会社彩工舎（2階消防団倉庫の東隣、2013年10月初め入居）、和カフェ＆ダイニング「KABUTO」（2階東南端、2015年開業）、不動産会社「アシュタンガ」（2階東北側、2012年5月入居）、自転車店スペシャライズド東京（1階東側、2013年8月30日開店）、エニタイムフィットネス西新宿店（1階西側、2013年12月3日開業）。

### スポット・敷地内建物の写真画像

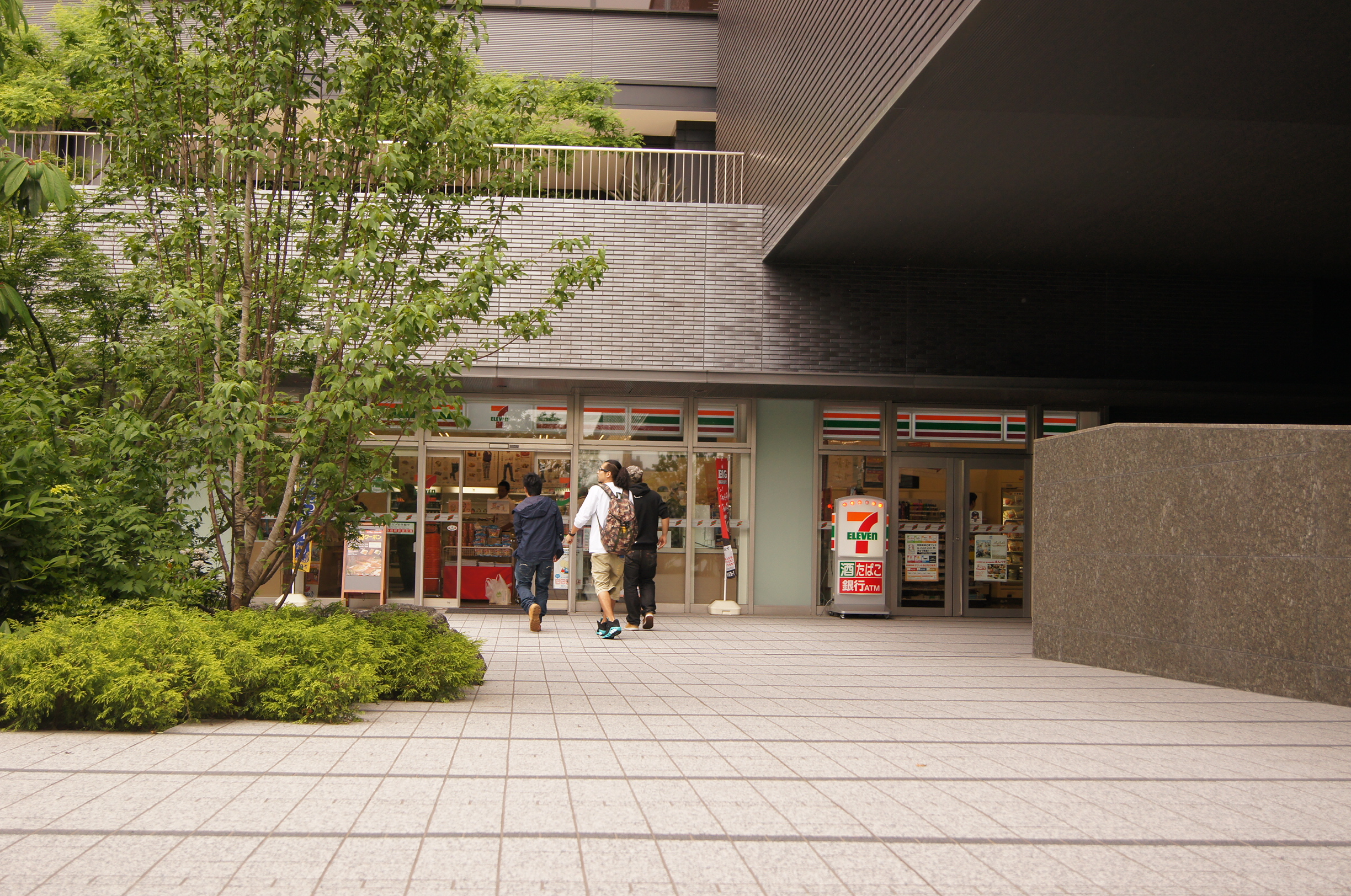
グランドプラザ西側から見た1階の店舗「セブンイレブン」。12年5月24日撮影
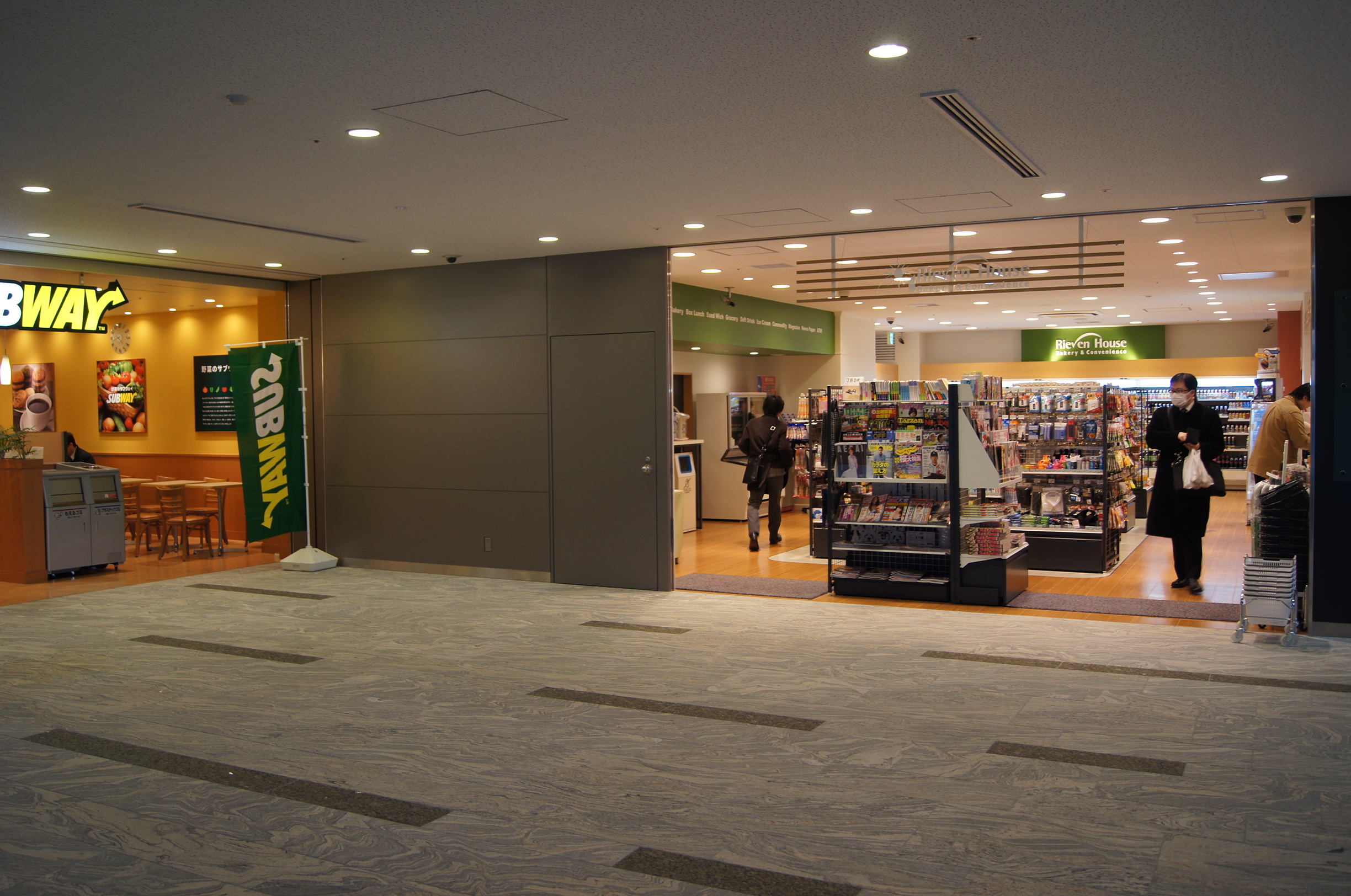
タワー1階からエスカレーターで降りた所にある2店舗で、当初から営業
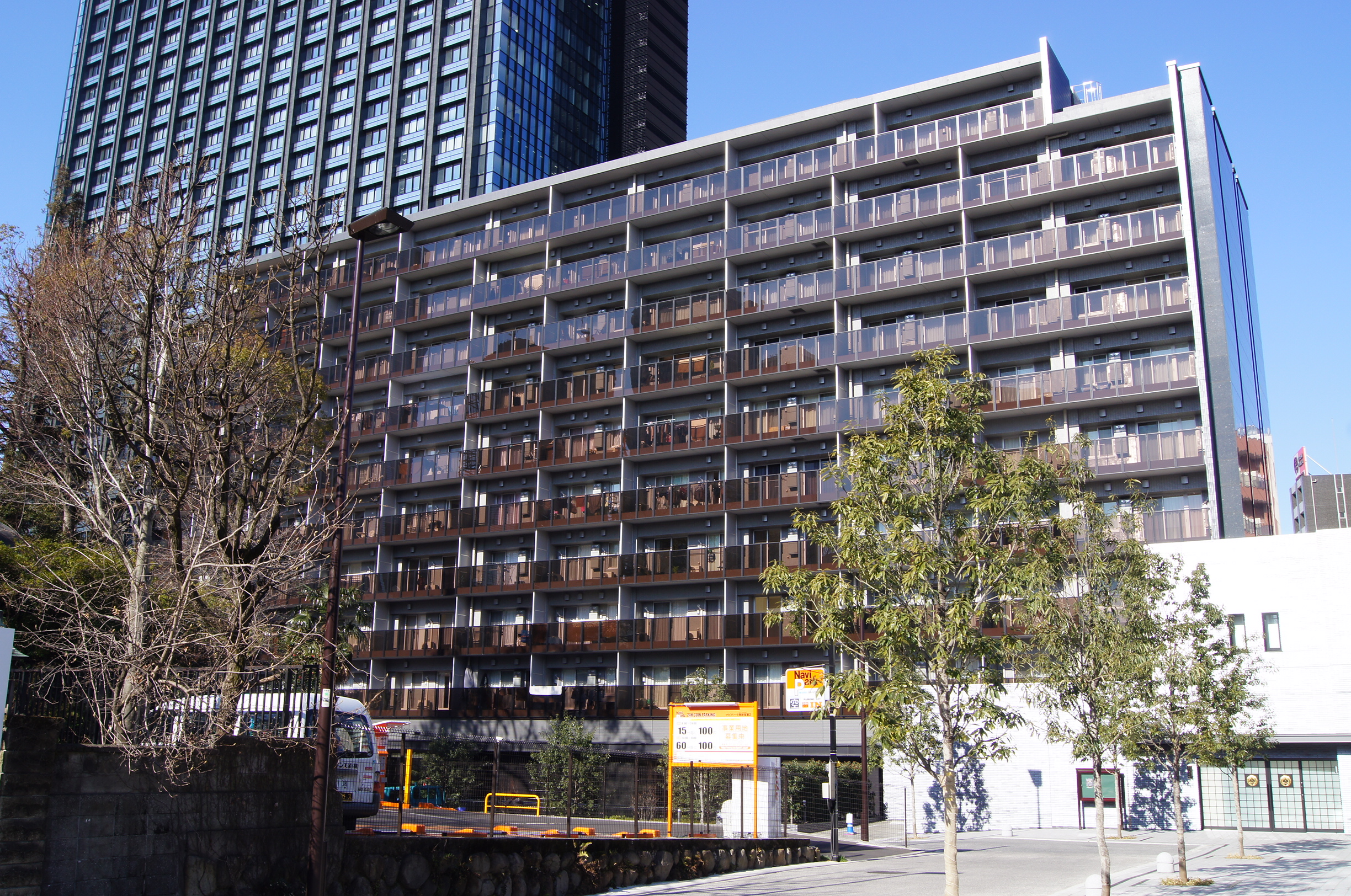
グランドプラザを、北東から撮影。右下はグランドウィング、左上はグランドタワー。12年3月12日撮影

### 駐車場
グランドタワーでは、地下１階から地下3階にいずれも駐車場等がある。駐車場の出入口は、西側の区道に面している。駐車場への進入は区道を北から南に向かい、左折することとされており、南方向からの右折による進入は禁止されている。収容台数446台、うち277台分が屋内機械式である。また、駐輪場259台分、バイク置場32台分がある。

## ミニNEWS
- 2012年（平成24年）1月16日、イベントホール地下に香港料理「チャイナドール」が開店した。並びには前年12月に「コンビニ」「ハンバーガーのサブウェイ」「サンマルクカフェ」がオープンし、1週間ほど前に「イタリア料理 マナマナ」がオープンしていた。5店舗がそろった。グランドプラザ1階にも1月にコンビニ「セブンイレブン」が開店した。
- 2012年2月28日、日産自動車は、新宿グランドタワーと電気自動車（EV）「リーフ」との電力相互供給を3月から始めると発表した。ビルの電源でリーフの充電ができるし、災害時にはリーフの電力をビルに送ることができるというもの[2]。
- 2012年4月24日、進められていた追加工事のうちイベントホール東側の自家発電用オイルタンク増設工事がほぼ完了した。竣工後の大きな追加工事は、大震災による停電に備えたタワー屋上の太陽光発電装置とこのオイルタンク増設工事・発電機増設工事だった。小さな追加工事として、4月上旬から6月にかけて、浄音寺南側に緊急車両用駐車場造りが行われた。
- 2013年3月下旬、東西両面の最上部左端にビル名を表示する工事が終了した。約5か月をかける工事になった。白い大きな文字なので、遠くからもよく見える。
- 2013年12月3日、グランドウイングのテナントの1つが営業を始めた。地権者であった淨音寺・消防団・福一・アシュタンガは2012年春から使用開始していたが、他は空室だった。2013年夏から冬にかけて、3つのテナントが入居・営業開始したことで、グランドウイング全室が埋まった。
- 2014年4月2日、グランドプラザに歯科医院がオープンした。グランドプラザの2つのテナントが埋まった。全体としてまだ空室なのは、サンマルクカフェ右の区割り1つだけである。
- 2014年5月31日、税務署通り沿いの広場で、植樹された高木の幹を巻いていた緑化テープ（幹からの蒸散を抑えて活着させるために幹に巻くジュートなど天然繊維製で幅10cm程度のもの）をはずした。
- 2014年7月14日、空室だったサンマルクカフェ右の区割りで、蕎麦店「一粒」が開業した。店舗テナントがすべて埋まった。ただし、この時点で、すでに「マナマナ」が撤退し、異なるテナントが営業していた。

## 再開発組合
「住友不動産新宿グランドタワー」は、「西新宿八丁目成子地区市街地再開発組合」による再開発事業の中心建築物として建てられた。この再開発組合の簡単な流れは以下の通りであった。
- 1984年12月、成子町内会に再開発研究会が発足
- 1988年9月、再開発推進会を設立
- 1995年7月、再開発準備組合を設立
- 2003年7月、都市計画決定が告示される[3]
- 2004年6月、市街地再開発組合の設立が認可される
- 2008年2月、東京都知事から権利変換計画が認可される
- 2008年7月29日、都条例に基づく説明会が開催される

## アクセス方法
- 西新宿駅（丸ノ内線）1番出口より徒歩3分
- 都庁前駅（大江戸線）E5番出口より徒歩6分
- 新宿駅（東日本旅客鉄道（JR東日本）各線・京王線・小田急線・丸ノ内線）A18出口より徒歩9分
- 中野坂上駅（丸ノ内線・大江戸線）A1出口より徒歩9分
- 大久保駅（JR中央線）より徒歩11分
- 西武新宿駅（西武新宿線）より徒歩13分
- 都営バス王78系統/宿91系統「成子坂下」バス停下車徒歩2分